# El Sombrero (Corrientes)

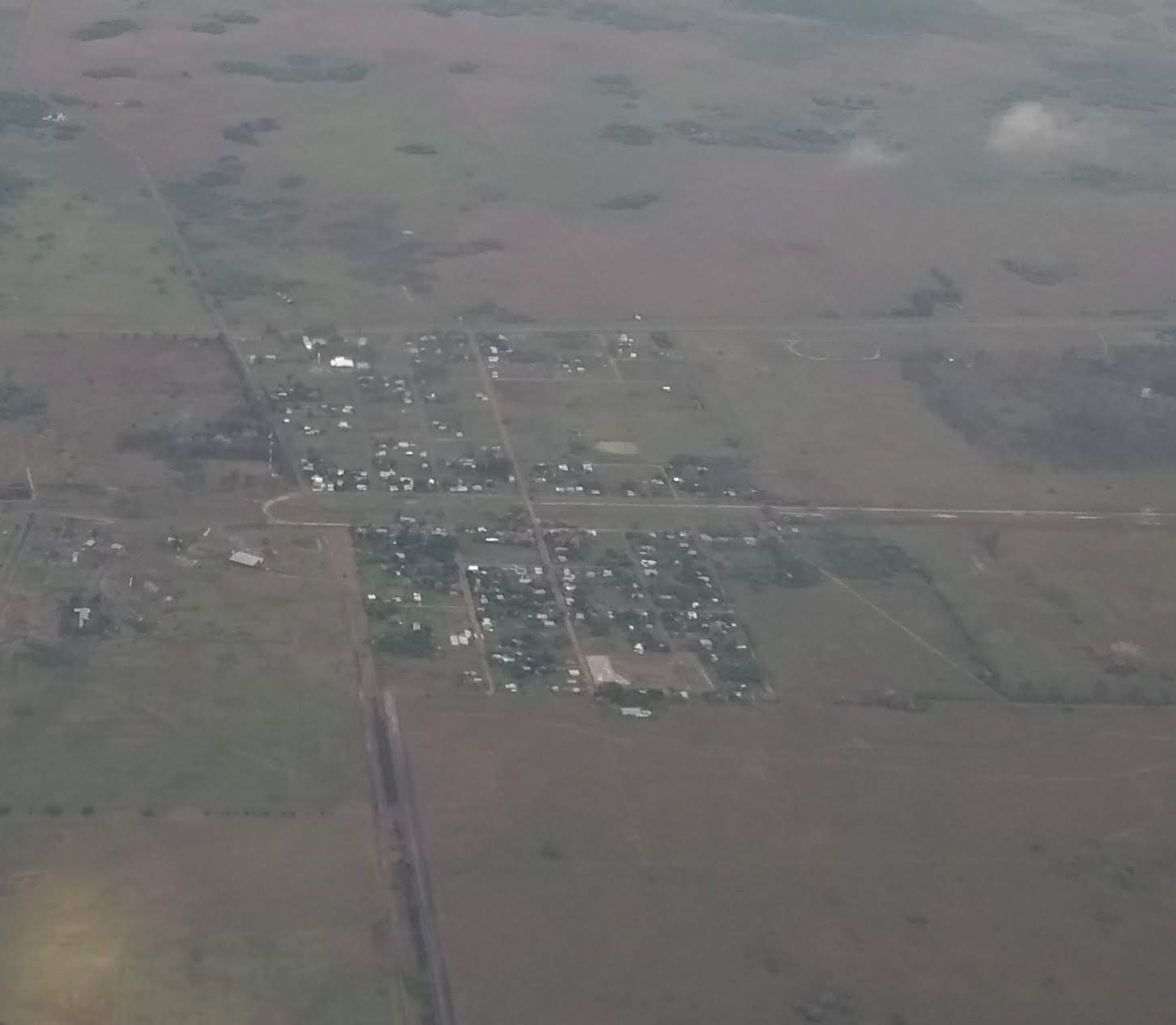
El Sombrero desde un avión comercial llegando a Corrientes.

El Sombrero es una localidad y estación de ferrocarril argentina, situada en el departamento Empedrado de la provincia de Corrientes. Se encuentra sobre la Ruta Nacional 12, a 31 kilómetros de la ciudad de Corrientes.
Desde 1958 cuenta con una estación experimental del INTA.

## Vías de comunicación
Su principal vía de acceso es la Ruta Nacional 12, que la vincula al norte con Riachuelo y al sur con Empedrado.

## Población
Cuenta con 707 habitantes (Indec, 2010), lo que representa un incremento del 14,8% frente a los 616 habitantes (Indec, 2001) del censo anterior.
| Gráfica de evolución demográfica de El Sombrero entre 1991 y 2010 |
|                                                                   |
| Fuente: Censos nacionales del INDEC                               |